# Аурат натрия
Аурат натрия — неорганическое соединение, 
комплексный оксид натрия и золота с формулой Na[AuO2],
растворяется в воде,
образует кристаллогидрат — зелёные кристаллы.

## Получение
- Кипячение гидроксид золота в растворе гидроокиси натрия:

{\displaystyle {\mathsf {AuOOH+NaOH\ {\xrightarrow {100^{o}C}}\ Na[AuO_{2}]\cdot H_{2}O}}}
- Обменная реакция с ауратом бария:

{\displaystyle {\mathsf {Ba[AuO_{2}]_{2}+Na_{2}SO_{4}+2H_{2}O\ {\xrightarrow {100^{o}C}}\ 2Na[AuO_{2}]\cdot H_{2}O+BaSO_{4}\downarrow }}}

## Физические свойства
Аурат натрия образует кристаллогидраты состава Na[AuO2]•H2O — зелёные кристаллы.
Растворяется в воде, не растворяется в этаноле.

## Химические свойства
- Проявляет окислительные свойства:

{\displaystyle {\mathsf {2Na[AuO_{2}]+3SO_{2}+2H_{2}O\ {\xrightarrow {100^{o}C}}\ 2Au\downarrow +Na_{2}SO_{4}+2H_{2}SO_{4}}}}